# Vanuatus flag
Vanuatus flag blev taget i brug i februar 1980. Flaget består af farverne sort, gul, rød og grøn. Sort symboliserer, at befolkningen er fra Melanesien, rød står for sammenhold og blod , grøn symboliserer øernes vegetation og gul symboliserer sollys. Den gule stribe er formet som et Y, der er beregnet til at repræsentere den øgruppe, som udgør Vanuatu.
I den sorte trekant er der placeret et emblem bestående af en vildsvinetand med krydsede grene indeni. Tanden er et symbol på velstand, mens grenene repræsenterer fred. Grenene, der er af arten phoenix sylvestris, har 39 blade, svarende til det oprindelige antal repræsentanter i Vanuatus parlament.